# Ernesto Sota
Ernesto Sota fue un futbolista mexicano que jugaba como delantero. Fue Campeón goleador de las temporadas 1927-1928 y 1929-1930 del Campeonato de Primera Fuerza. En 1935 fue entrenador del Club América. Sus hermanos, Jorge Sota e Isidoro Sota también fueron futbolistas y seleccionados mexicanos. 

## Selección mexicana
| # | Fecha              | Lugar           | Oponente | Gol | Resultado | Competición              |
| - | ------------------ | --------------- | -------- | --- | --------- | ------------------------ |
| 1 | 5 de junio de 1928 | Arnhem, Holanda | Chile    | 1–2 | 1–3       | Juegos Olímpicos de 1928 |

## Palmarés
| Título                     | Club         | País   | Año     |
| -------------------------- | ------------ | ------ | ------- |
| Primera División de México | Club América | México | 1924-25 |
| Primera División de México | Club América | México | 1925-26 |
| Primera División de México | Club América | México | 1926-27 |
| Primera División de México | Club América | México | 1927-28 |
| Copa México                | Club América | México | 1937-38 |